# 堀川早苗
堀川 早苗（ほりかわ さなえ、1972年12月27日 - ）は、日本の元映画プロデューサー、元女優、元タレント、元歌手。千葉県松戸市出身。身長158cm。B80cm、W59cm、H84cm（1992年8月）。血液型はA型。趣味アロマテラピー。

## 経歴
高等学校2年生の時の1990年1月に、モモコグランプリ（アイドルグループモモコクラブ）のオーディションを受けて最終審査まで残り桃組に所属した（出席番号：2996番）。1990年に乙女塾のオーディションで合格し乙女塾5期生に所属した。一方で乙女塾の活動の傍ら就職活動もしており、高校3年生の時に銀行から就職の内定をもらっていたが、1990年8月頃に芸能事務所への所属が決まったことで銀行の就職の内定を辞退した。バラエティー番組の活躍を経て1991年1月スタートの特撮ドラマ（東映不思議コメディーシリーズ第12作目）の「不思議少女ナイルなトトメス」の主人公で女優・歌手デビューした。これに合わせて芸能事務所・メビウス（既に倒産して現在は存在しない）に所属。その後もドラマやCMでの活躍や声優業も務めたが、1999年に芸能界を引退。その後はサンプリングCDや効果音を専門に扱うレコード会社「カエルカフェ」に営業職及びプロデューサーとして勤務しており、営業職で日本全国を飛び回っていたが、2006年頃に退社。その後、結婚した。

## プロデュース作品
- 「真昼の花」（2005年）
- 「MAMAN ママーン」（2006年）
- 「河童」（2006年）

## 出演

### バラエティー
- 「パラダイスGoGo!!」（1990年、フジテレビ）
- 「週刊スタミナ天国」（1990年、フジテレビ）
- 「乙女塾専科」（1990年、フジテレビ）
- 「森田一義アワー 笑っていいとも!」（1991年12月25日、フジテレビ）　-　「振り向けば そこは19XX」のゲスト（羽田恵理香、西野妙子と共に）
- 「志村けんのだいじょうぶだぁ」（1992年11月30日、フジテレビ）　-　「整骨院のコント」
- 「ダウンタウンのごっつええ感じ」（1997年8月31日、フジテレビ）　-　「ピーターベン」ウェンズディ 役
- 「クイズ!年の差なんて」（フジテレビ）
- 「おはよう朝日です」（朝日放送）
- 「忍たまがやってきた」（1995年9月23日、NHK教育テレビ）

### テレビドラマ
- 「不思議少女ナイルなトトメス」（1991年、フジテレビ） - 中島サナエ 役
- 「逃げなきゃキンブル」（1992年、フジテレビ）
- 「彼女の嫌いな彼女」（1993年、日本テレビ） - 小田ゆかり 役
- 「世にも奇妙な物語」 ふたり（1994年、フジテレビ）
- 「名奉行 遠山の金さん」 第7シリーズ 第13話「江戸の復顔術 姉と妹の手毬唄」（1996年、テレビ朝日） - おふく 役
- 「大江戸弁護人・走る!」（1996年、テレビ朝日）
- 「エコエコアザラク」（1997年、テレビ東京）
- 「水戸黄門 第25部」 第40話「天から降って来た娘・白河」（1997年、TBS） - おきよ 役
- 土曜ワイド劇場（テレビ朝日）
  - 「京都お見合いツアー殺人事件1」（1997年） - 小川鮎子 役
  - 「女医花橋澪子の事件カルテ」（1998年）
- 「大岡越前 第15部」 第20話「裏切られた友情」（1999年、TBS） - お袖 役

### ラジオ
- 「セーラー服のささやき2」（毎日放送）
- 「MBSヤングタウン」（1993年、毎日放送）

### 舞台
- 「ピーター・パン」（1994年8月 - 1996年3月）
- 「ヤマトタケル」（1994年10月28日 - 12月3日）
- 「ブルーエンジェル〜嘆きの天使」（1998年2月5日 - 3月29日）

### 吹き替え
- 「バットマン」（1993年、WOWOW:バットガール役）
- 「ベティ・ブープ」（1993年、WOWOW）

### 映画
- 「ろくでなしBLUES 1993」（1993年:ヒロイン・七瀬千秋(声)役）

### オリジナルビデオ
- Y氏の隣人 第1話「ラッキーディスペンサー」（1997年） - 太田友子 役

### CM
- サントリーフーズ はちみつレモン（1991年）[2]
- 住友VISAカード（1991年）
- ビオフェルミン製薬 新ビオフェルミンS
- 丸美屋食品工業 麻婆茄子

## 音楽

### シングル
| 枚               | 発売日           | タイトル                 | c/w                      | 形態             | 規格品番         | オリコン最高位   |
| ポニーキャニオン | ポニーキャニオン | ポニーキャニオン         | ポニーキャニオン         | ポニーキャニオン | ポニーキャニオン | ポニーキャニオン |
| ---------------- | ---------------- | ------------------------ | ------------------------ | ---------------- | ---------------- | ---------------- |
| 1st              | 1991年3月21日    | 月夜のゴンドラ           | わたしは魔法でできている | 8cmCD            | PCDA-00167       | 19位             |
| 2nd              | 1991年7月10日    | アフロディーテの夏       | 9月には帰れない          | 8cmCD            | PCDA-00209       | 28位             |
| 3rd              | 1992年2月21日    | だいじょうぶ             | 青春のフィーリング       | 8cmCD            | PCDA-00281       | 47位             |
| 4th              | 1992年7月1日     | いたずら                 | あの頃に…                | 8cmCD            | PCDA-00328       | 46位             |
| 5th              | 1993年7月7日     | ろくでなしにラブ・コール | 恋の誕生日               | 8cmCD            | PCDA-00328       | 圏外             |

### アルバム

#### オリジナル・アルバム
|                  | 発売日           | タイトル         | 規格             | 規格品番         | オリコン最高位   |
| ポニーキャニオン | ポニーキャニオン | ポニーキャニオン | ポニーキャニオン | ポニーキャニオン | ポニーキャニオン |
| ---------------- | ---------------- | ---------------- | ---------------- | ---------------- | ---------------- |
| 1st              | 1992年8月5日     | Dear You         | CD               | PCCA-00385       | 69位             |

#### ベスト・アルバム
|                  | 発売日           | タイトル                       | 規格             | 規格品番         | オリコン最高位   |
| ポニーキャニオン | ポニーキャニオン | ポニーキャニオン               | ポニーキャニオン | ポニーキャニオン | ポニーキャニオン |
| ---------------- | ---------------- | ------------------------------ | ---------------- | ---------------- | ---------------- |
| 1st              | 2004年1月21日    | Myこれ!クション 堀川早苗ベスト | CD               | PCCA-01979       | 圏外             |

### タイアップ曲
| 楽曲                     | タイアップ                                                             | 収録作品                             |
| ------------------------ | ---------------------------------------------------------------------- | ------------------------------------ |
| 月夜のゴンドラ           | フジテレビ系放映ドラマ『不思議少女ナイルなトトメス』エンディングテーマ | シングル「月夜のゴンドラ」           |
| アフロディーテの夏       | フジテレビ系放映ドラマ『不思議少女ナイルなトトメス』エンディングテーマ | シングル「アフロディーテの夏」       |
| だいじょうぶ             | NHK『アニメひみつの花園』イメージソング                                | シングル「だいじょうぶ」             |
| ろくでなしにラブ・コール | 長編アニメーション映画『ろくでなしBLUES 1993』挿入歌                   | シングル「ろくでなしにラブ・コール」 |

## 写真集
- 堀川早苗写真集(Gakken Mook)（1993年7月、学研マーケティング、撮影：斉藤清貴）ISBN 4056002703
- Dear You（1992年7月、ワニブックス、撮影：井ノ元浩二）ISBN 4847022823
- Solitudo（1997年7月、ぶんか社、撮影：小野麻早）ISBN 4821121514